# Negübei
Negübei (també Quiqpei o Nikpaï Oghul) fou kan del Kanat de Txagatai (1271-1272?). Era fill de Sardan i net de Txagatai Khan.
El 1271 a la mort de Barak Khan, el príncep txagataïda Negübei fou nomenat kan per Kaidu Khan. Al cap d'uns mesos de la seva entronització, es va revoltar contra el seu senyor, potser en aliança als fills d'Alghu i els fills de Barak, que també s'havien revoltat. Kaidu va enviar un exèrcit i Negübei va haver de fugir cap a l'est. Poc després va ser assassinat. Kaidu va nomenar al seu lloc a Buqa Temür (Buka Timur).